# Liste des cimetières de Florence

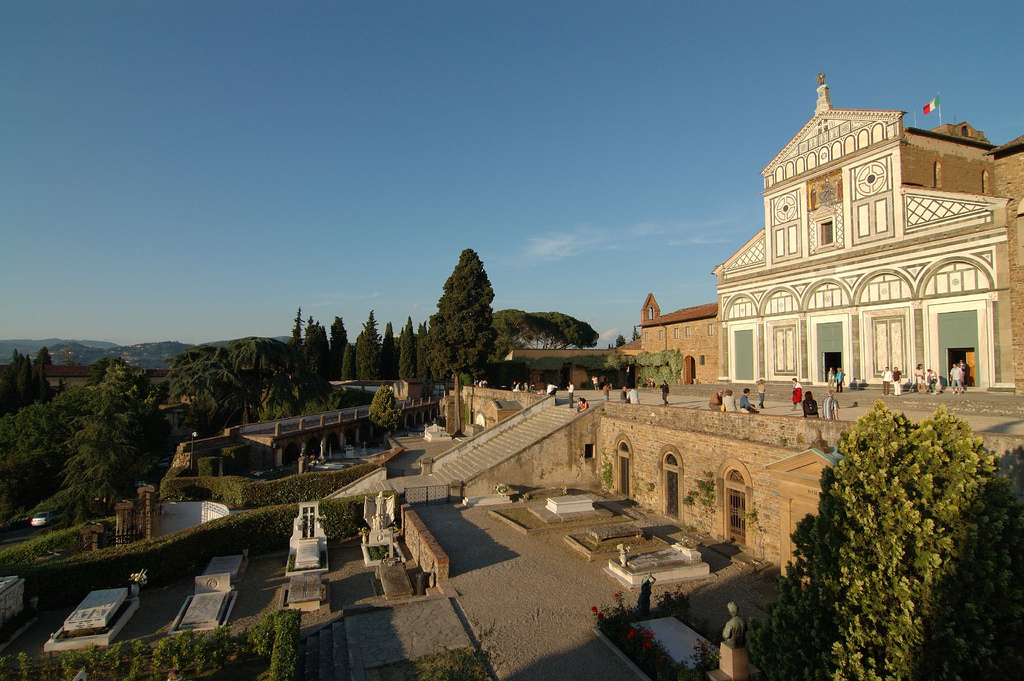
Cimetière de San Miniato al Monte.

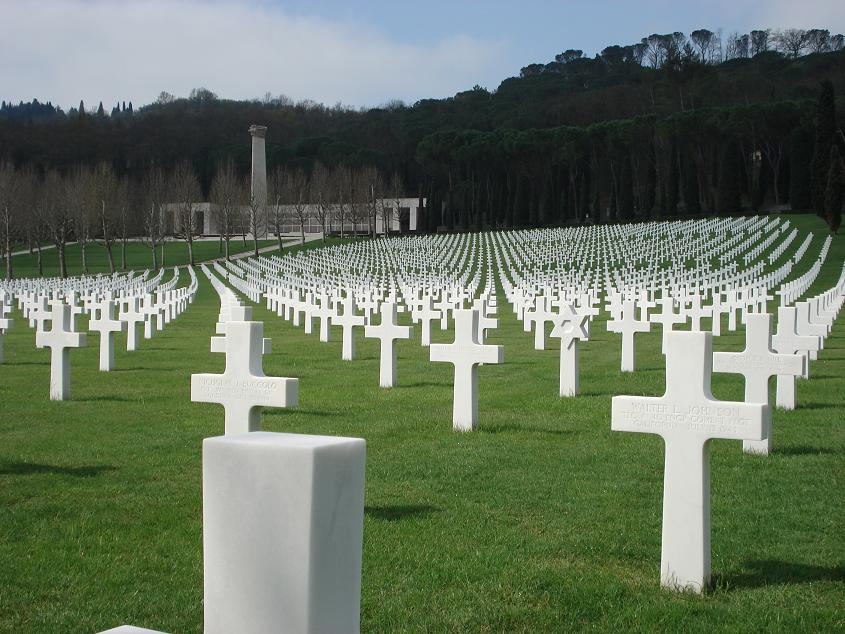
Florence American Cemetery and Memorial.

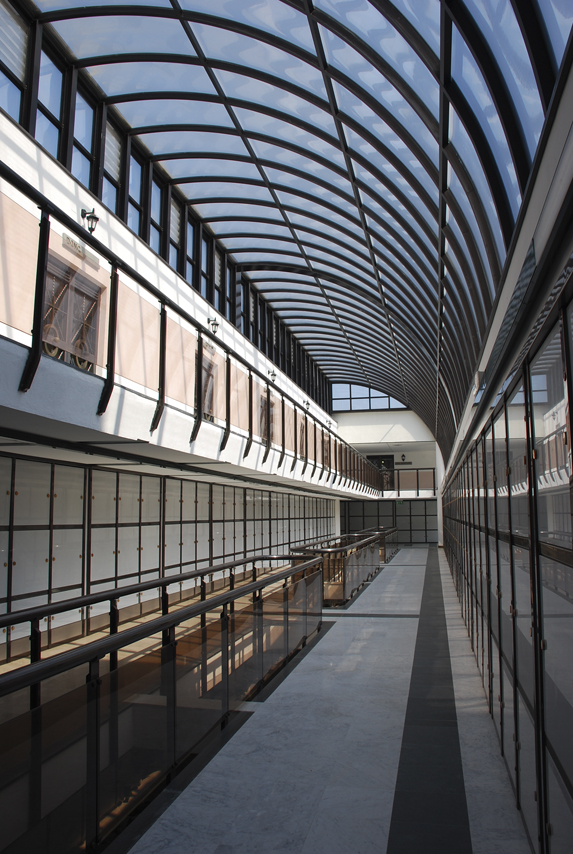
Cimitero di Soffiano.

Cette page liste les principaux cimetières de Florence, capitale de la Toscane (Italie).

## Monumentaux
- Cimitero di Trespiano
- Cimetière des Portes Saintes de San Miniato al Monte
- Cimetière des Anglais (Cimitero degli Inglesi) :  Piazzale Donatello, le long de la grande viali di Circonvallazione. Construit en  1827.
- Cimetière juif monumental de Florence :  viale Ariosto.
- Florence War Cemetery : construit à la fin de la Seconde Guerre mondiale pour les soldats de toutes armes du Commonwealth, morts pendant la campagne de libération d'Italie entre 1939 et 1945.
- Florence American Cemetery and Memorial : cimetière américain de Florence, pour les soldats des États-Unis morts pendant  des mêmes événements.
- Cimitero della Misericordia : via degli Artisti, près du boulevard périphérique (viali di Circonvallazione), construit vers 1747.

## Autres
- Cimitero di Soffiano : du quartier de Soffiano, dans l'ouest de la ville.
- Cimetière des Allori Cimitero degli Allori : du quartier de Galluzzo.
- Cimitero Israelitico  : via di Caciolle, quartier de Rifredi, ouvert en 1880 à la suite de la fermeture du vecchio Cimitero monumentale de la via Ariosto.
- Cimitero delle Ballodole : au nord de Florence, premier cimetière historique.
- Cimitero del Pino
- Cimitero di Rifredi
- Cimitero di Settignano
- Cimitero Monumentale della Misericordia
- Cimitero di Castello
- Cimitero di San Felice a Ema

## À noter
Les bâtiments religieux de la ville recèlent des sépultures et des cénotaphes des grands personnages historiques depuis le Moyen Âge.